# Pittura a inchiostro e acqua

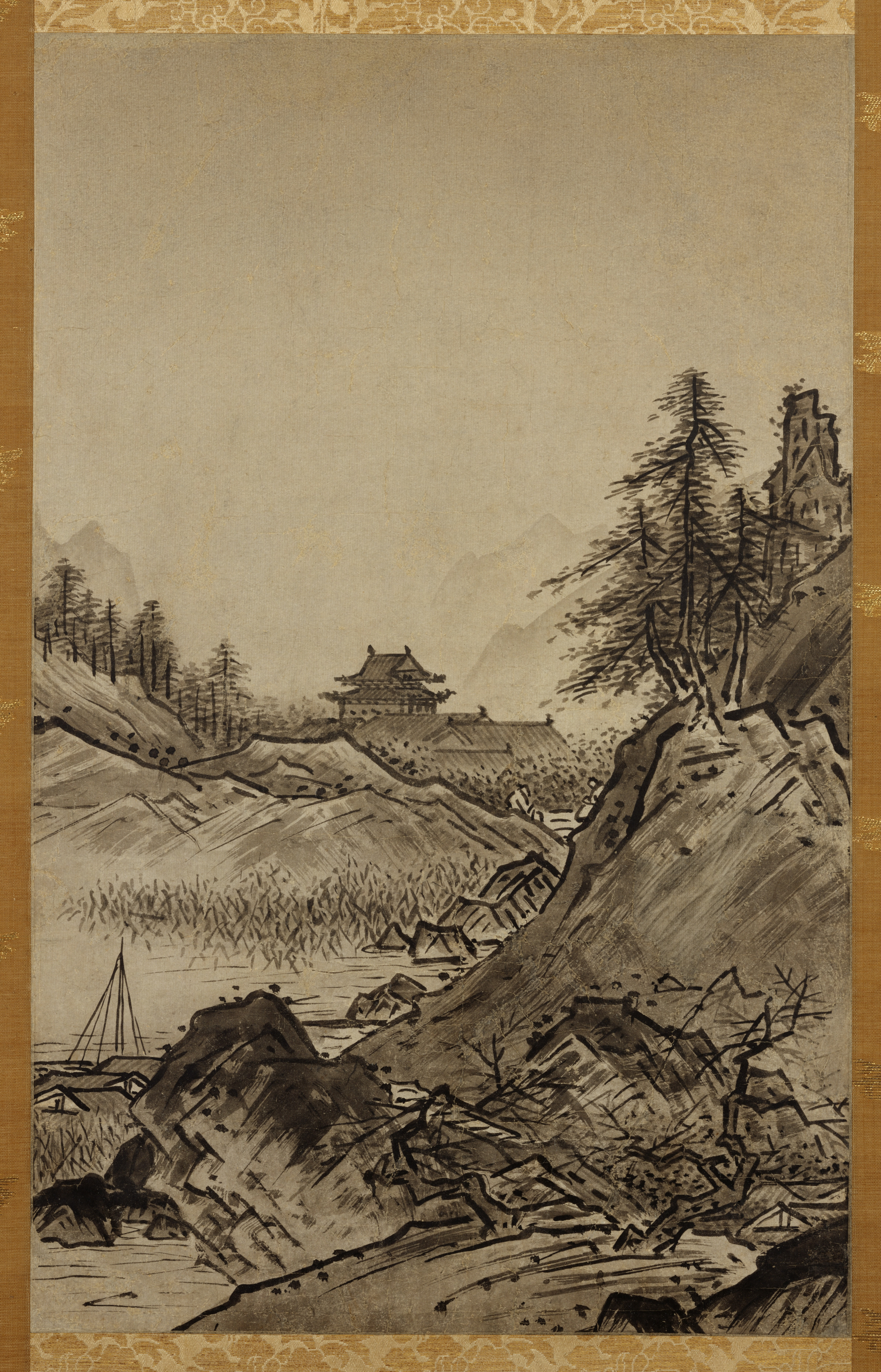
Paesaggio autunnale (Shukei-sansui). Sesshū Tōyō.

Con pittura a inchiostro e acqua (cinese: 水墨畫T, 水墨画S, shuǐmòhuàP; coreano: 수묵화?, sumukhwaLR; giapponese: 墨絵?, sumi-e o 水墨画?, suibokuga) si indica uno stile pittorico monocromatico dell'Estremo Oriente che utilizza solo inchiostro nero, il bastone d'inchiostro, in varie concentrazioni.
Questa tecnica nacque in Cina durante la dinastia Tang (618-907), consolidandosi con la dinastia Song (960-1279). Fu introdotta in Giappone a metà del XIV secolo da alcuni monaci buddisti Zen, crescendo in popolarità fino al suo periodo di massimo splendore, nell'era Muromachi (1338-1573).

## Strumenti
Come nell'arte della calligrafia, l'artista prepara il proprio inchiostro (il bastone d'inchiostro) polverizzando delle barrette contro un'apposita pietra, oppure può utilizzarne di pronti.
I pennelli sono simili a quelli per la calligrafia, fatti di bambù con peli di capra, bue, cavallo, pecora, coniglio, martora, tasso, cervo, cinghiale o lupo. La punta del pennello è assottigliata, caratteristica indispensabile allo stile sumi-e.
Ogni pennello produce degli effetti diversi: quelli piccoli di peli di lupo possono fare linee sottili, quasi come quelle delle biro; quelli di pecora, del tipo chiamato grande nuvola, assorbono acqua ed inchiostro in grande quantità, lasciando sulla carta una traccia di inchiostro con una miriade di sfumature che vanno, gradualmente, dal grigio al nero.
Le linee tracciate non possono più essere cancellate o modificate: questa tecnica infatti richiede concentrazione, pratica e un grande talento.

## Temi
Il sumi-e predilige la raffigurazione dei Quattro Nobili (detti anche i Quattro Amici, 四君子S, sì jūnzǐP), che comprendono quattro specie di piante, rappresentanti ognuna una stagione:
- le orchidee (蘭T, lánP), la primavera;
- l'ume (梅T, méiP), cioè il pruno asiatico, per l'estate;
- i crisantemi (菊T, júP), l'autunno;
- il bambù, l'inverno.

Queste piante rappresentano inoltre le virtù del junzi (君子) confuciano, cioè l'uomo ideale.

## Uso
Il sumi-e era utilizzato anche per decorare paraventi, ventagli e accessori di ogni tipo, per illustrare poesie, storie a rotoli e come tecnica pittorica vera e propria. Nel periodo contemporaneo, la tecnica ad inchiostro ed acqua viene utilizzata dal designer grafico Kan Tai-Keung per la realizzazione dei suoi poster.

## Galleria d'immagini

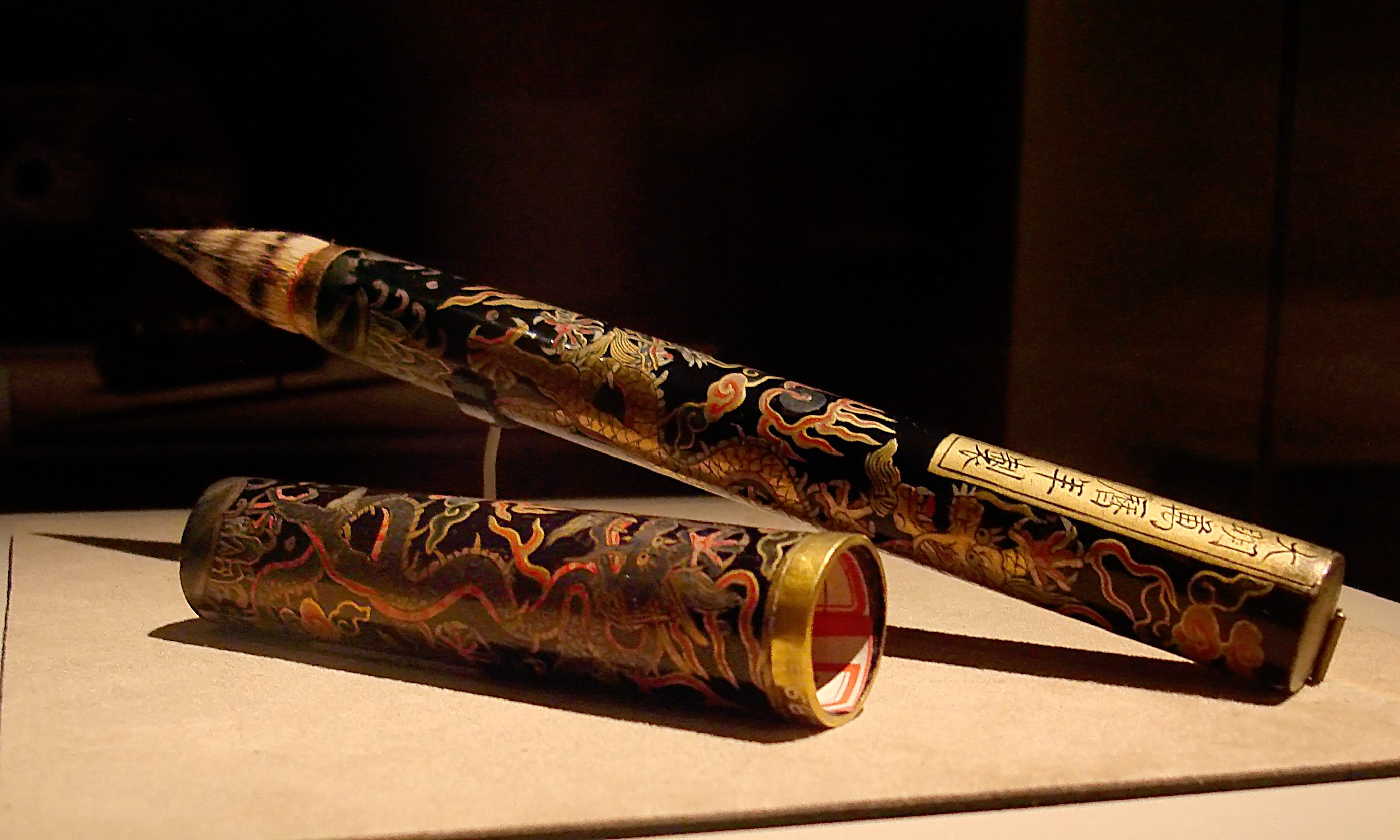
Pennello per inchiostro con disegno drago d'oro, utilizzato dall'imperatore Ming Wanli (1563-1620), Cina.
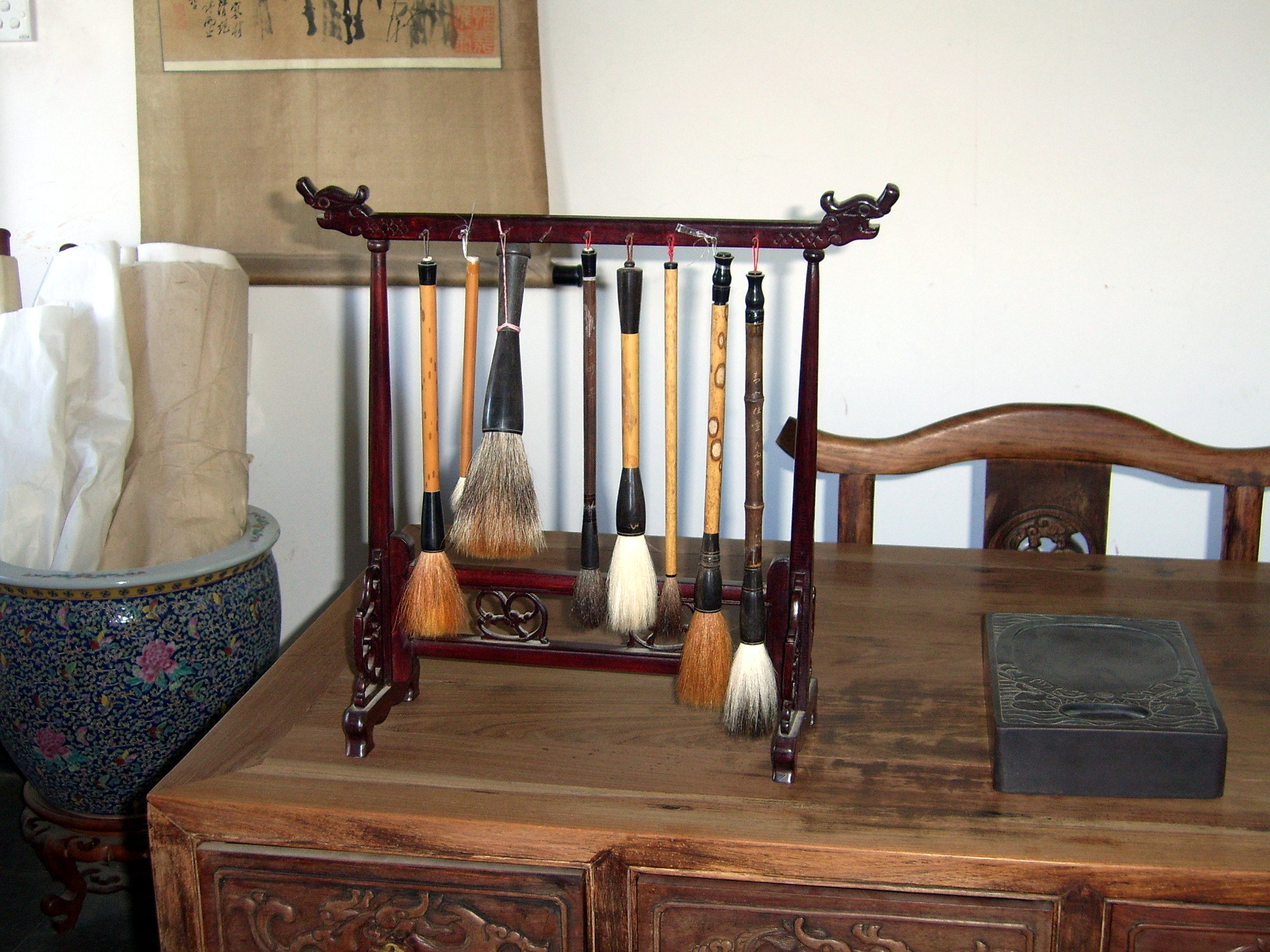
Ricostruzione dello scrittoio dell'imperatore Qianlong (1711–1799), Cina.
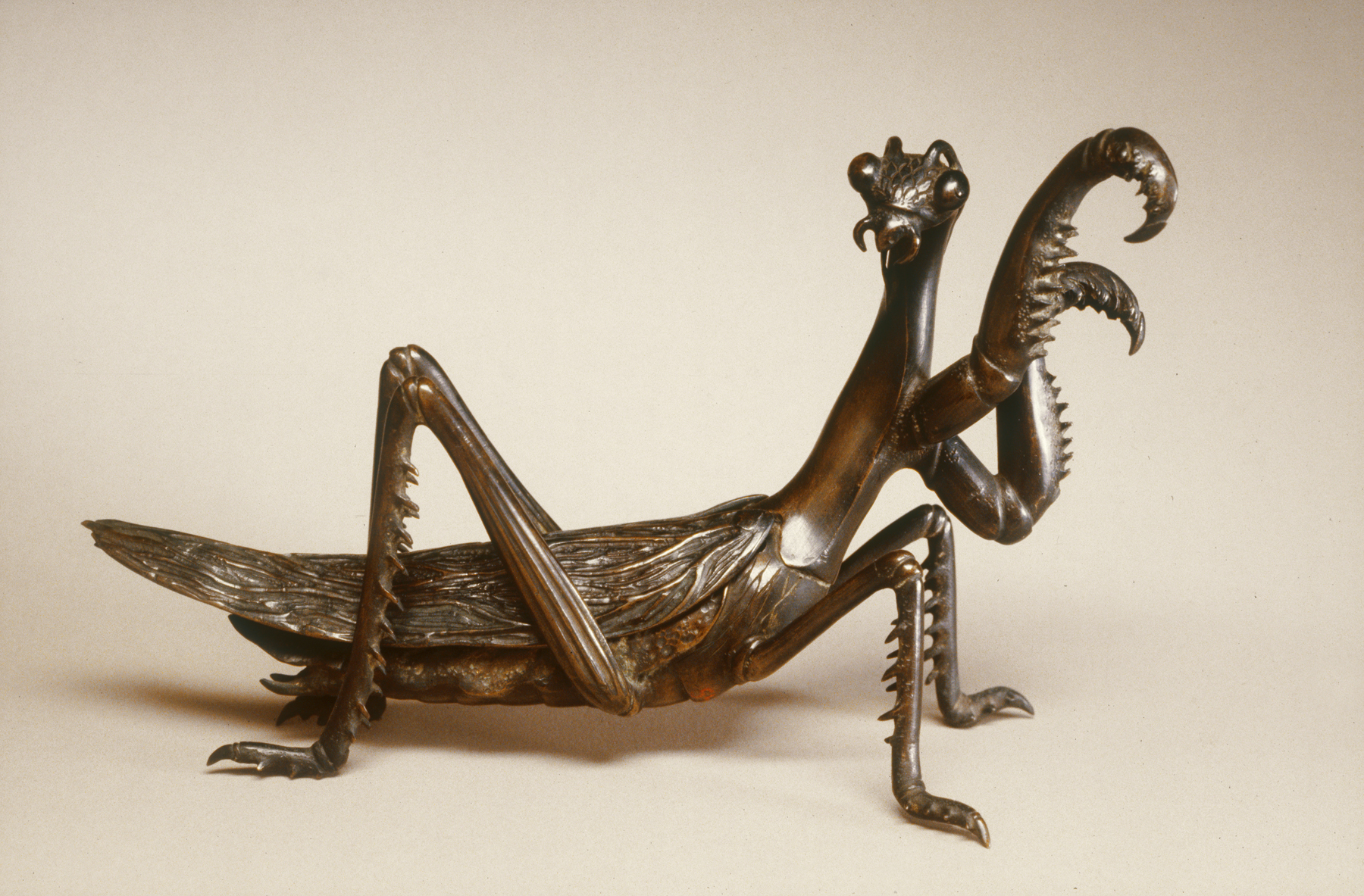
Murata Seimin (1761-1837), pennello nella forma di una mantide religiosa, circa 1800.
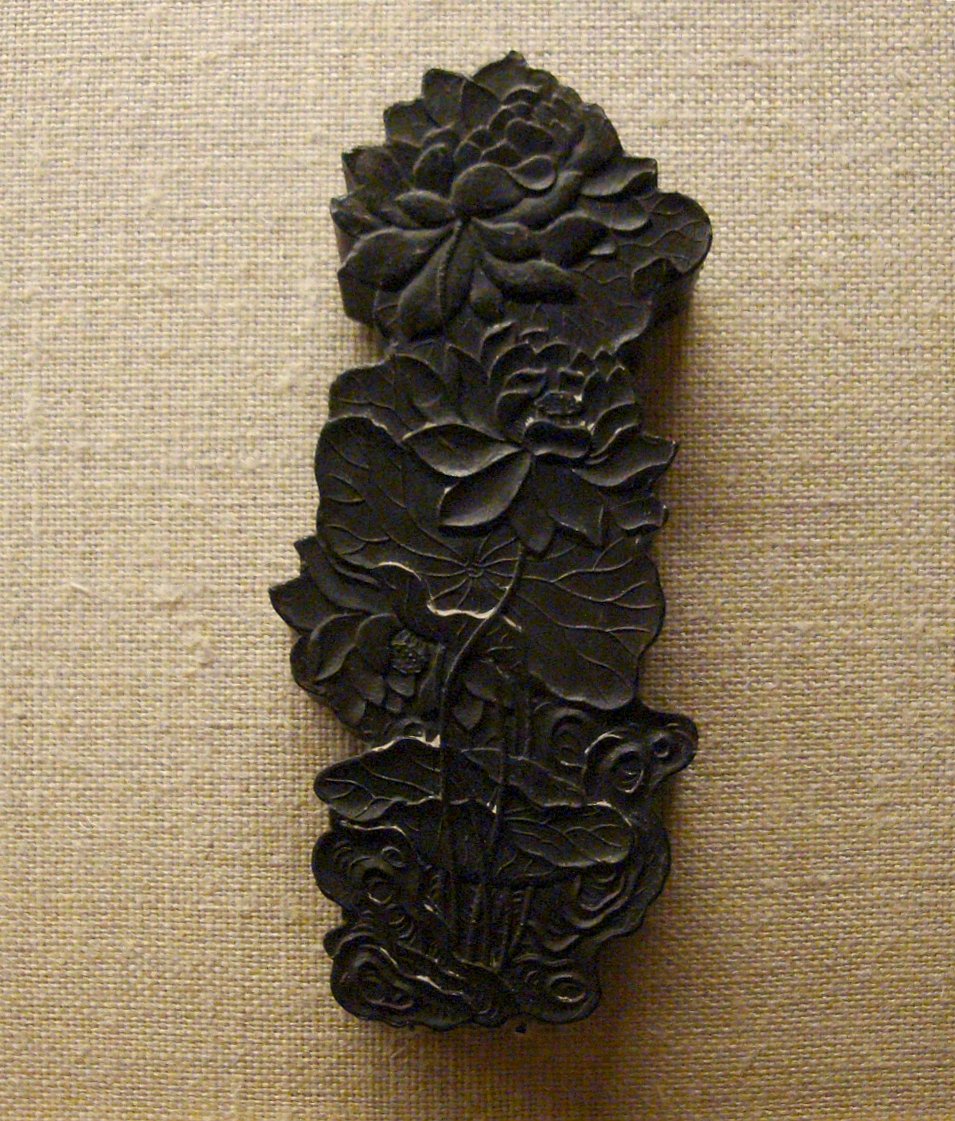
Bastone d'inchiostro a base di carbonio e realizzato con fuliggine e colla animale, Cina.
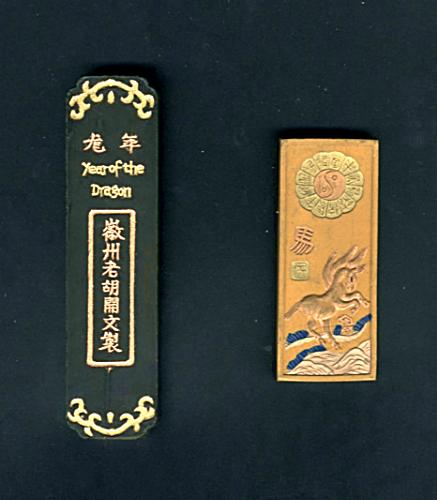
Inchiostri cinesi commemorativi per collezionisti.
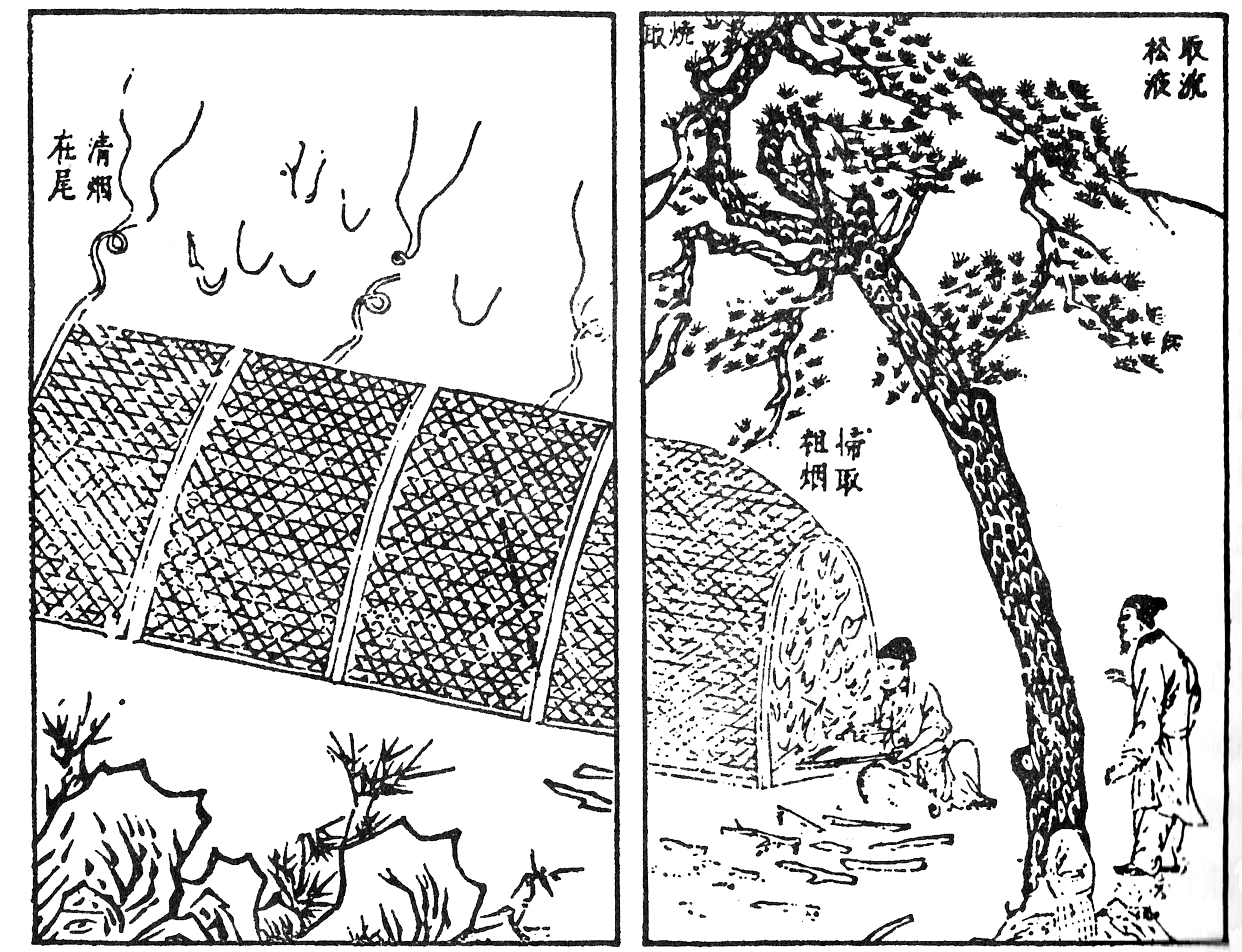
Immagine dal documento tecnico del XVII secolo Tiangong Kaiwu (天工開物-松烟制墨法) che descrive in dettaglio come il pino viene bruciato in una fornace a un'estremità e la sua fuliggine raccolta all'altra per fare il bastone d'inchiostro, Cina.
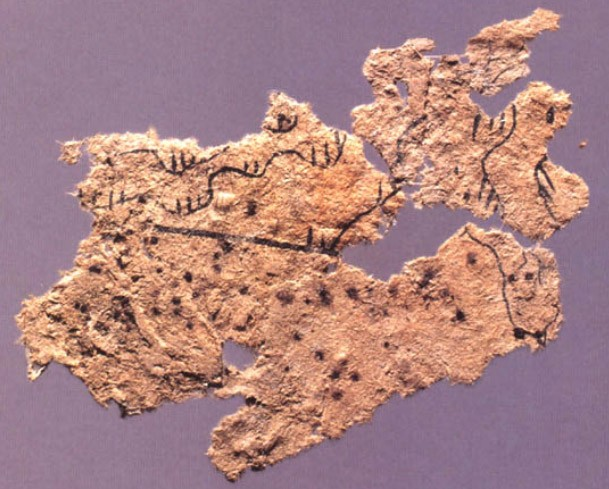
Frammento di antica mappa cartacea cinese con caratteristiche in inchiostro nero, trovato sul petto dell'occupante della Tomba 5 di Fangmatan, Gansu in Cina nel 1986.
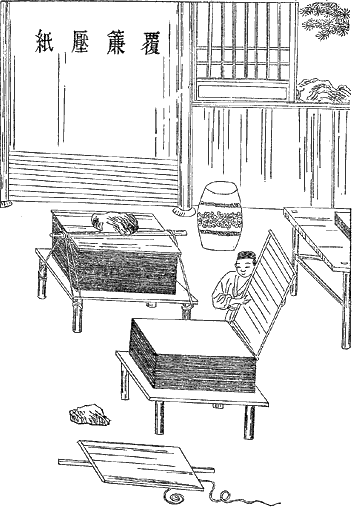
Un'immagine di una xilografia della dinastia Ming che descrive cinque passaggi principali nell'antico processo di fabbricazione della carta cinese come delineato da Cai Lun nel 105 d.C.
Josetsu (Un immigrato cinese, "Padre della pittura giapponese con lavaggio a inchiostro"), Catturare un pesce gatto con una zucca (瓢鮎図, Hyōnen-zu), inchiostro su carta
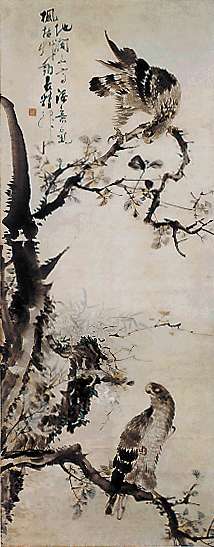
Jang Seung-eop, Double Eagle, inchiostro su carta Xuan, XIX secolo, Corea.
Li Cheng (李成; Lǐ Chéng; Li Ch'eng; 919–967), Foresta lussureggiante tra i picchi distanti (cinese :茂林遠岫圖) (dettaglio), inchiostro e colore chiaro su seta.
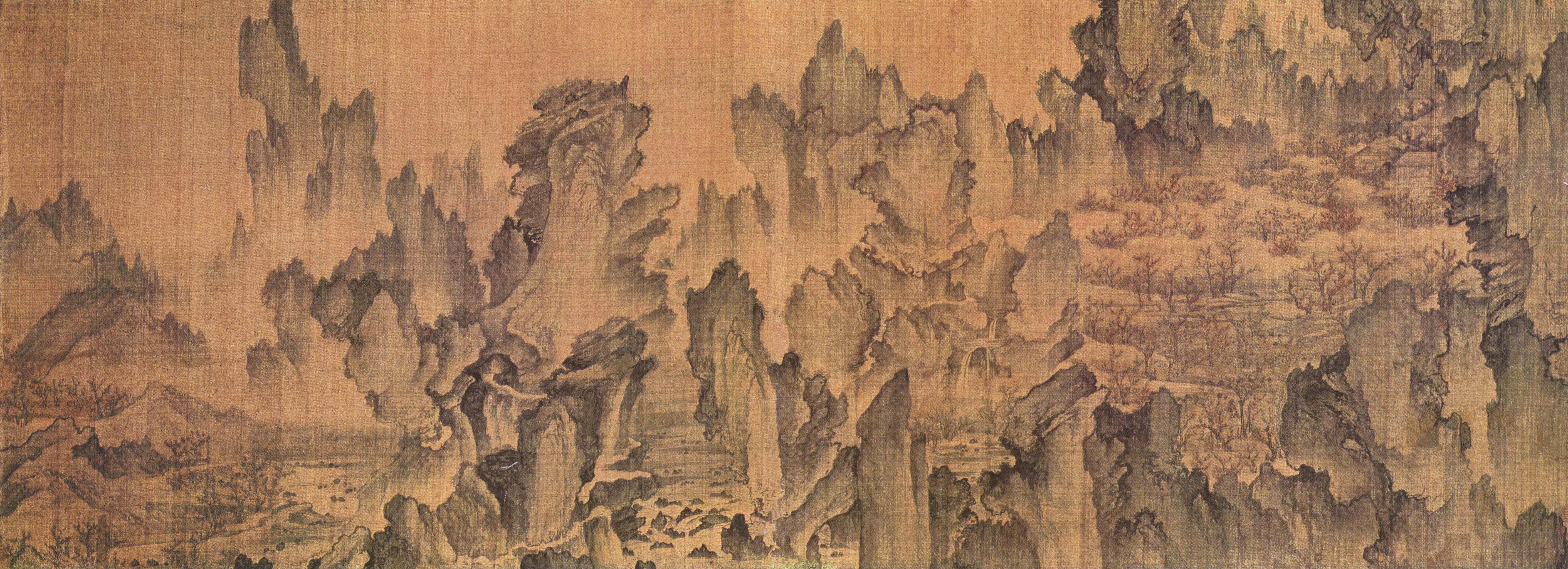
Coreano: An Gyeon , Viaggio da sogno nella terra dei fiori di pesco (coreano:  몽유도원도; Hanja: 夢遊桃源圖), inchiostro medio e colore chiaro su seta.
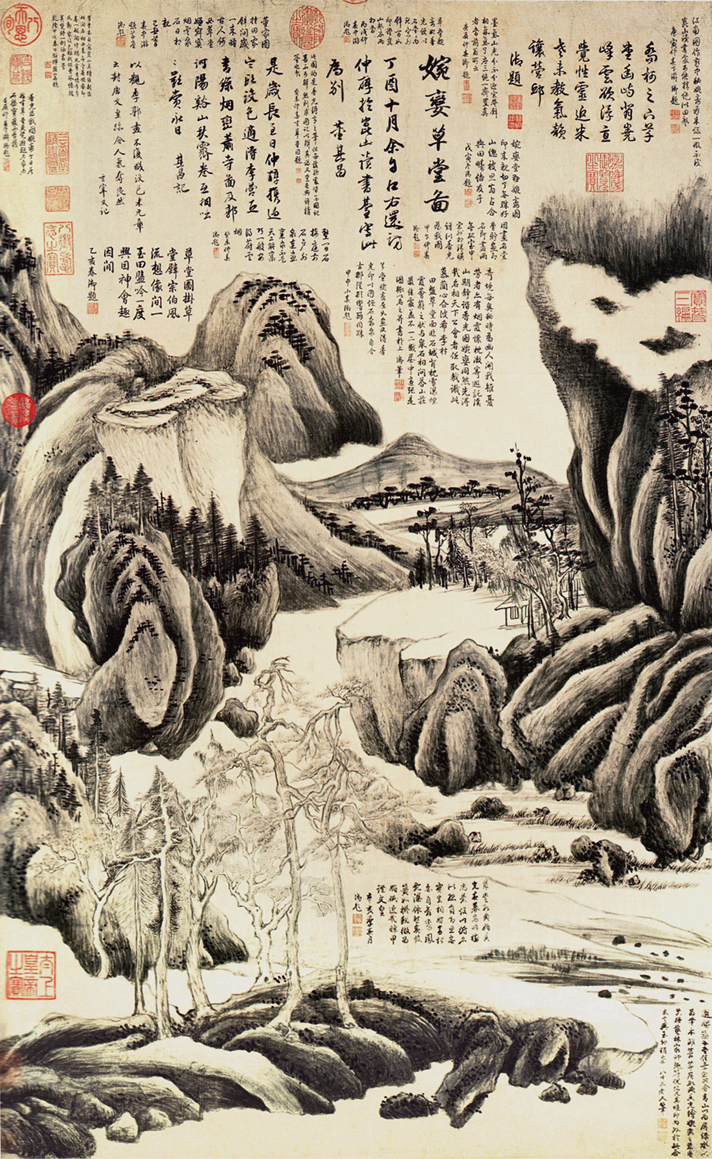
Dong Qichang (cinese:董其昌; pinyin: Dǒng Qíchāng; Wade–Giles: Tung Ch'i-ch'ang; 1555–1636), Wanluan Thatched Hall, cinese: 婉孌草堂圖, 1597, rotolo appeso, inchiostro su carta Xuan, Dinastia Ming, Cina.
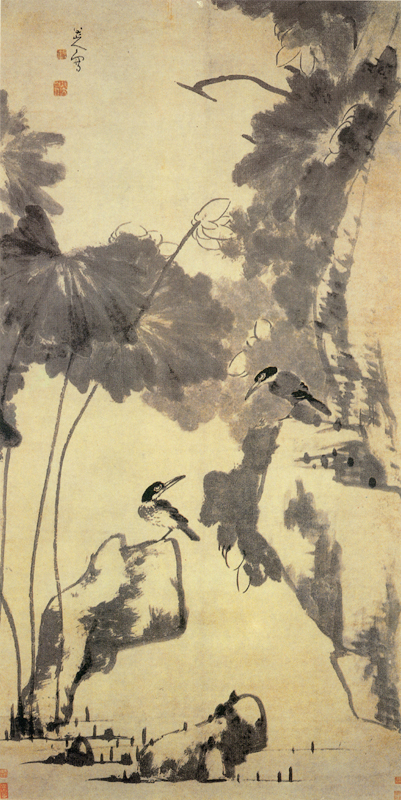
Zhu Da (cinese :朱耷, 1626–1705), loto e uccelli, inchiostro su carta Xuan, XVII secolo, dinastia Qing, Cina, Museo di Shanghai.
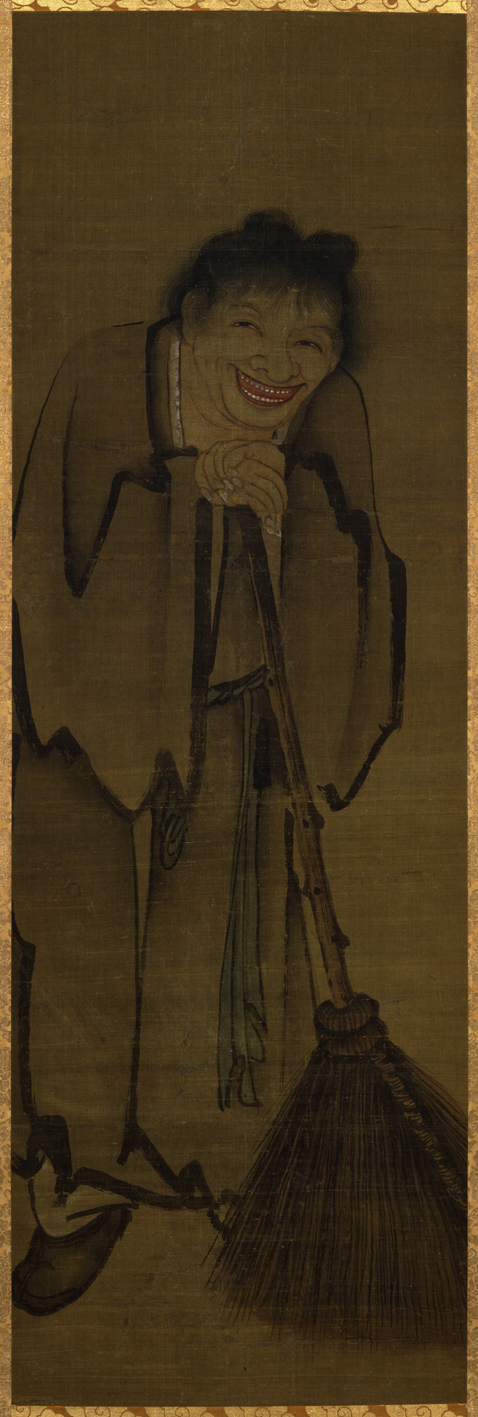
Yan Hui (颜辉;顏輝; Yán Huī; Yen Hui), Shi De (拾得), inchiostro e colore chiaro su seta, XIII secolo, dinastia Yuan (cinese). Museo Nazionale di Tokio.